# 中国高科集团股份有限公司
中国高科集团股份有限公司，简称中国高科，是中華人民共和國一家教育領域的公司。1996年在上海证券交易所上市。
2000年4月，凯地公司以占比70%的股份与占股20%的河南心智实业收购了深圳东方时代投资有限公司。此前不久之前，东方时代入主中国高科。2000年5月河南心智实业法人代表张海担任了中国高科的董事长，此时张海年仅26岁，成为“中国上市公司最年轻的董事长”。后张海入主健力宝被判刑。2003年9月22日中国高科第一大股东东方时代将所持2660万股中国高科股份转让给深圳康隆，后者成为实际控制人。